# Demeterheiligtum (Patras)

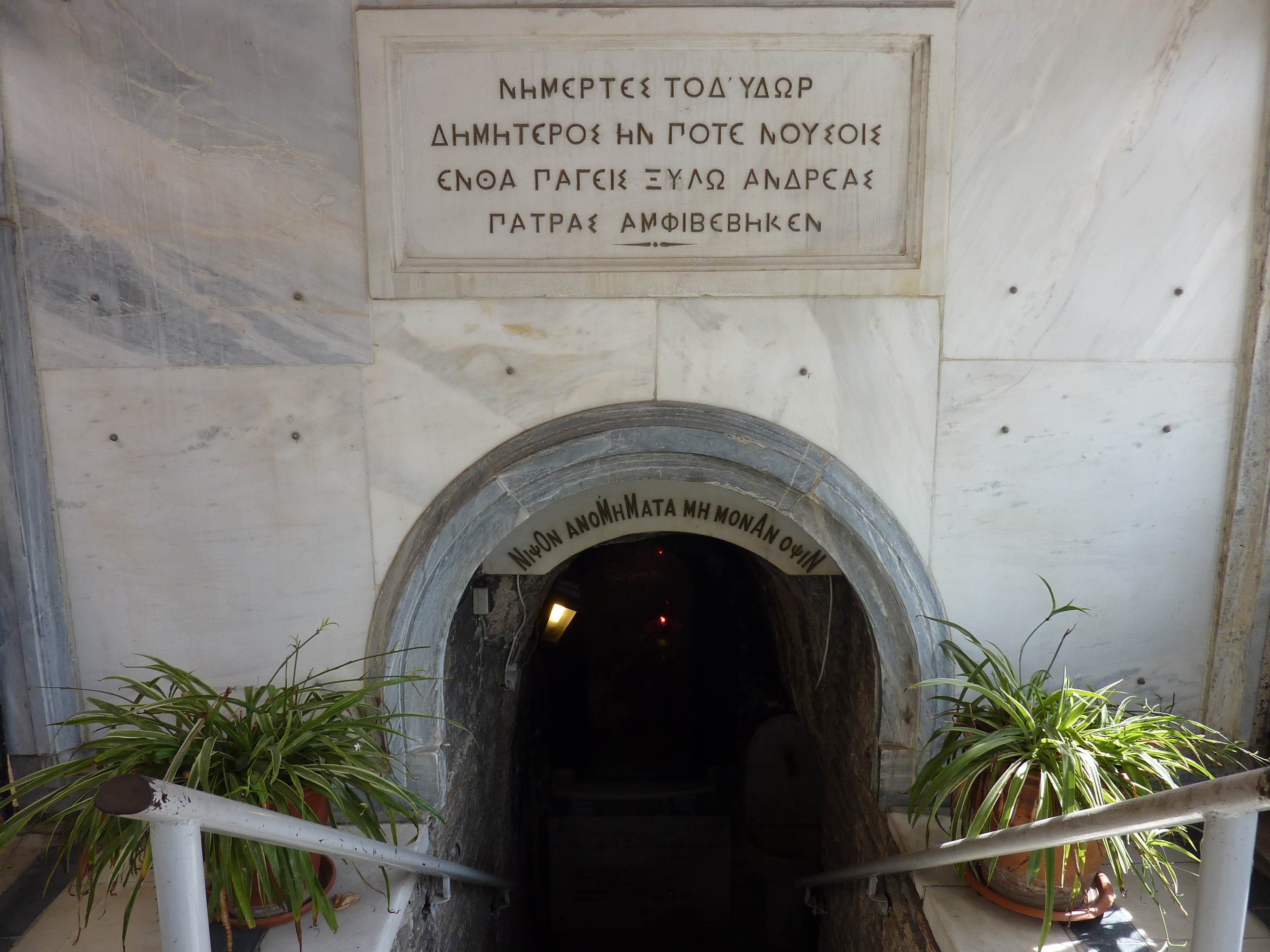
Abstieg zur Demeterquelle

Das Demeterheiligtum in Patras war ein Ort der Verehrung der Demeter und eine Orakelstätte.

## Heiligtum und Quelle

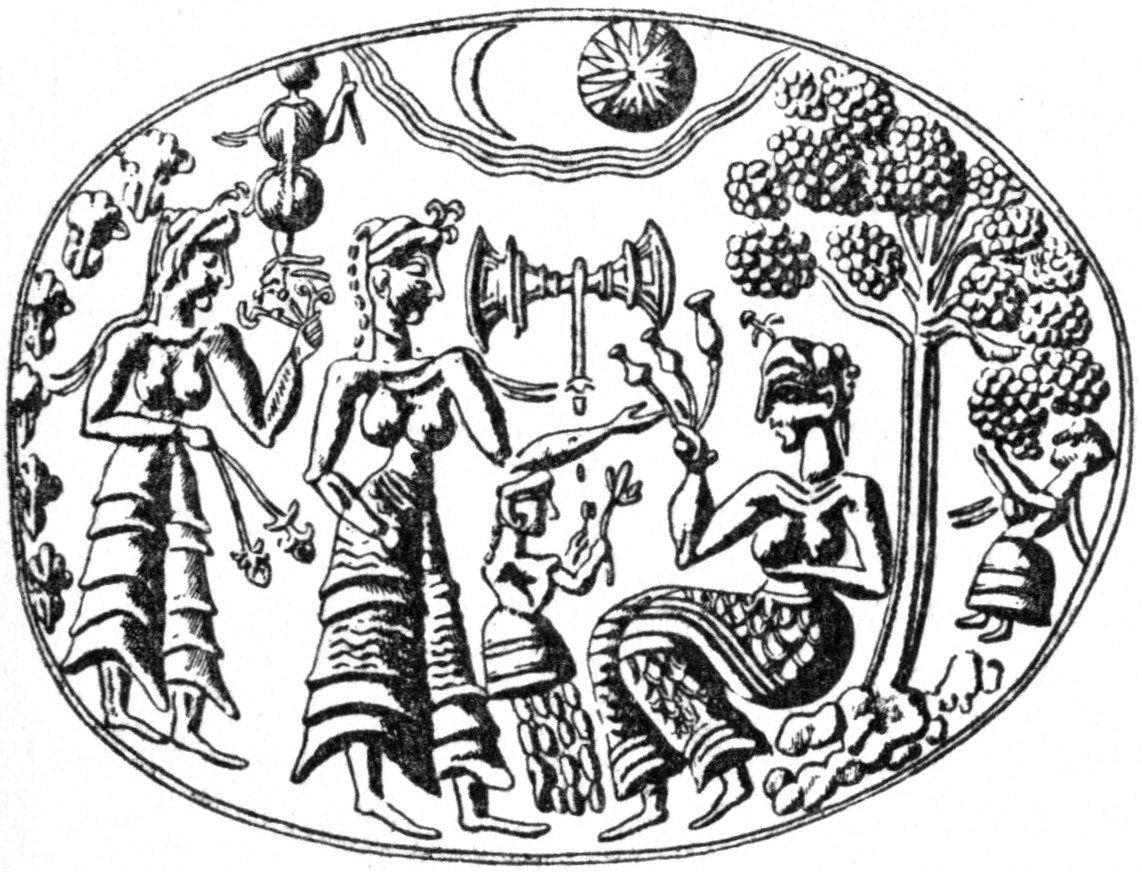
Motiv eines goldenen Rings aus Mykene mit einer der Beschreibung des Pausanias ähnelnden Darstellung

Laut Pausanias 7.21.11-12 lag das Demeterheiligtum von Patras in der Nähe eines Hains, in dem Apollon und Aphrodite verehrt wurden. Es war mit Bildnissen der Demeter und ihrer Tochter Persephone sowie der personifizierten Erde geschmückt, letztere sitzend, Mutter und Tochter stehend. 
Die Quelle bei dem Heiligtum diente als Orakel in Krankheitsfällen. Ein Spiegel wurde in das Wasser hinabgelassen und zeigte den Befragenden anschließend die Person, um die man bangte, lebend oder tot. Laut Pausanias war dieses Orakel unfehlbar. Er beschreibt auch die damalige Umgebung der Quelle, die auf der Tempelseite von einer Mauer abgeschlossen war und auf der anderen Seite einen Zugang hatte. Offenbar musste man in die Tiefe steigen, um an das Wasser zu gelangen.
Diese Lagebeschreibung hat große Ähnlichkeit mit der heutigen Situation vor Ort: An der Stelle des Demeterheiligtums wurde im 19. Jahrhundert die klassizistische Kirche zu Ehren des Apostels Andreas, der dort sein Martyrium erlitten haben soll, errichtet. Unmittelbar neben der Kirche befindet sich eine überdachte und durch ein Gitter abgesperrte Treppe, die zu der Quelle hinabführt. Eine Inschrift über dem Gewölbe weist auf die einstige Verehrung als untrügliche Demeterquelle und die Kreuzigung des Andreas an dieser Stelle hin.
Patras ist eine Hochburg des Karnevals in Griechenland. Es wird angenommen, dass bestimmte Bräuche dieses Festes auf Riten zu Ehren der Demeter zurückgehen.

## Bilder

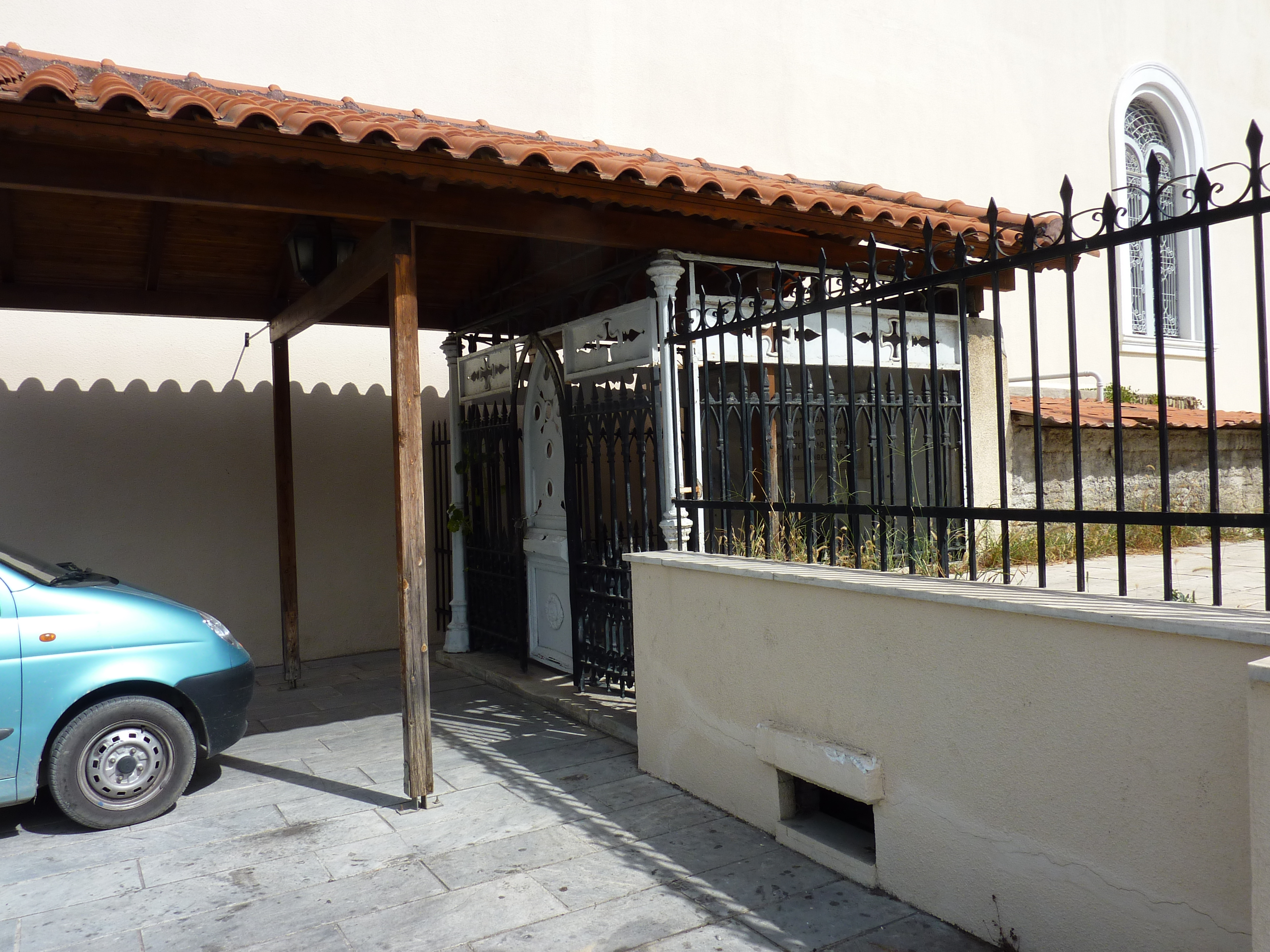
Schutzbau über der Quelle
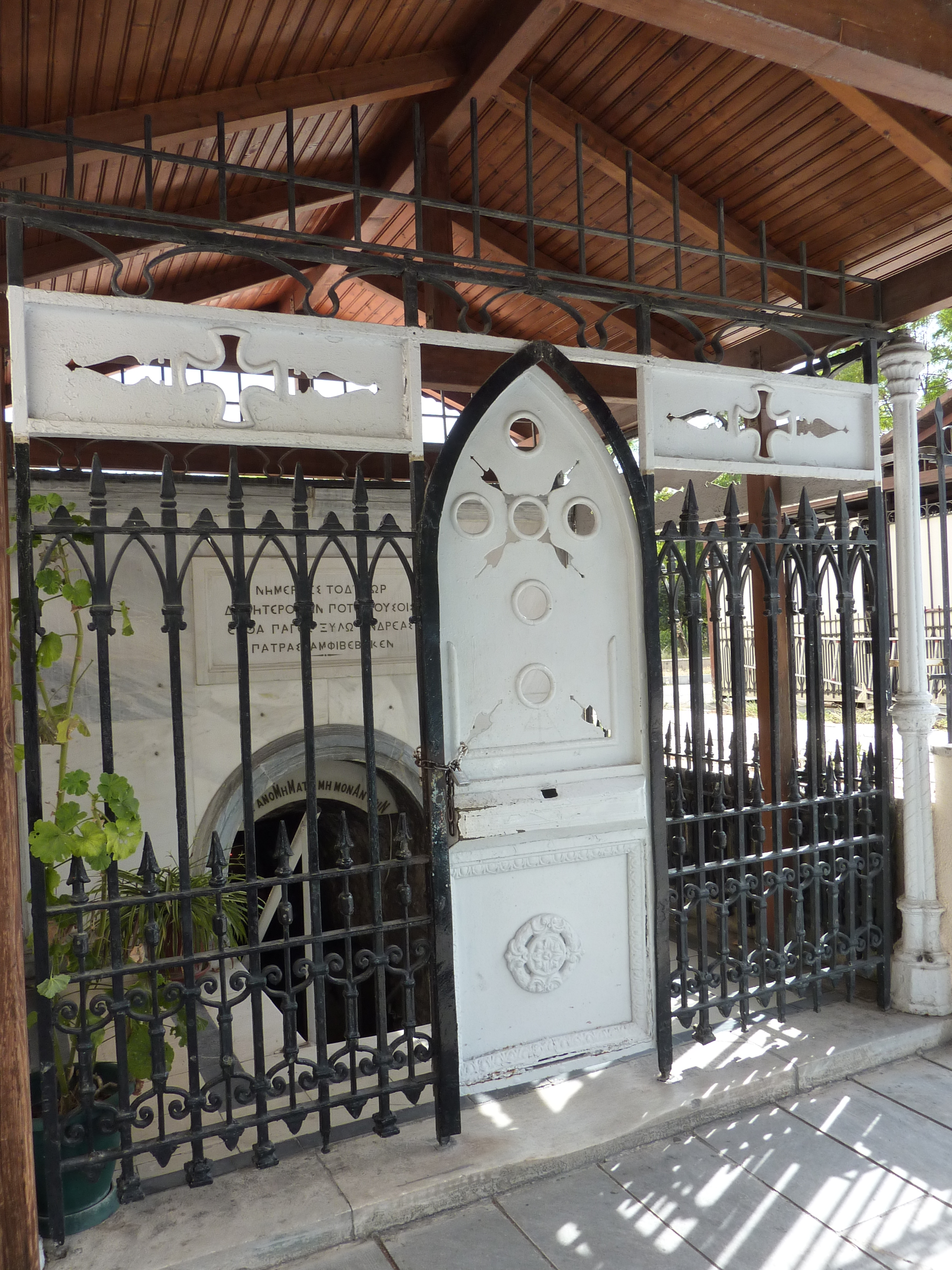
Schutzgitter
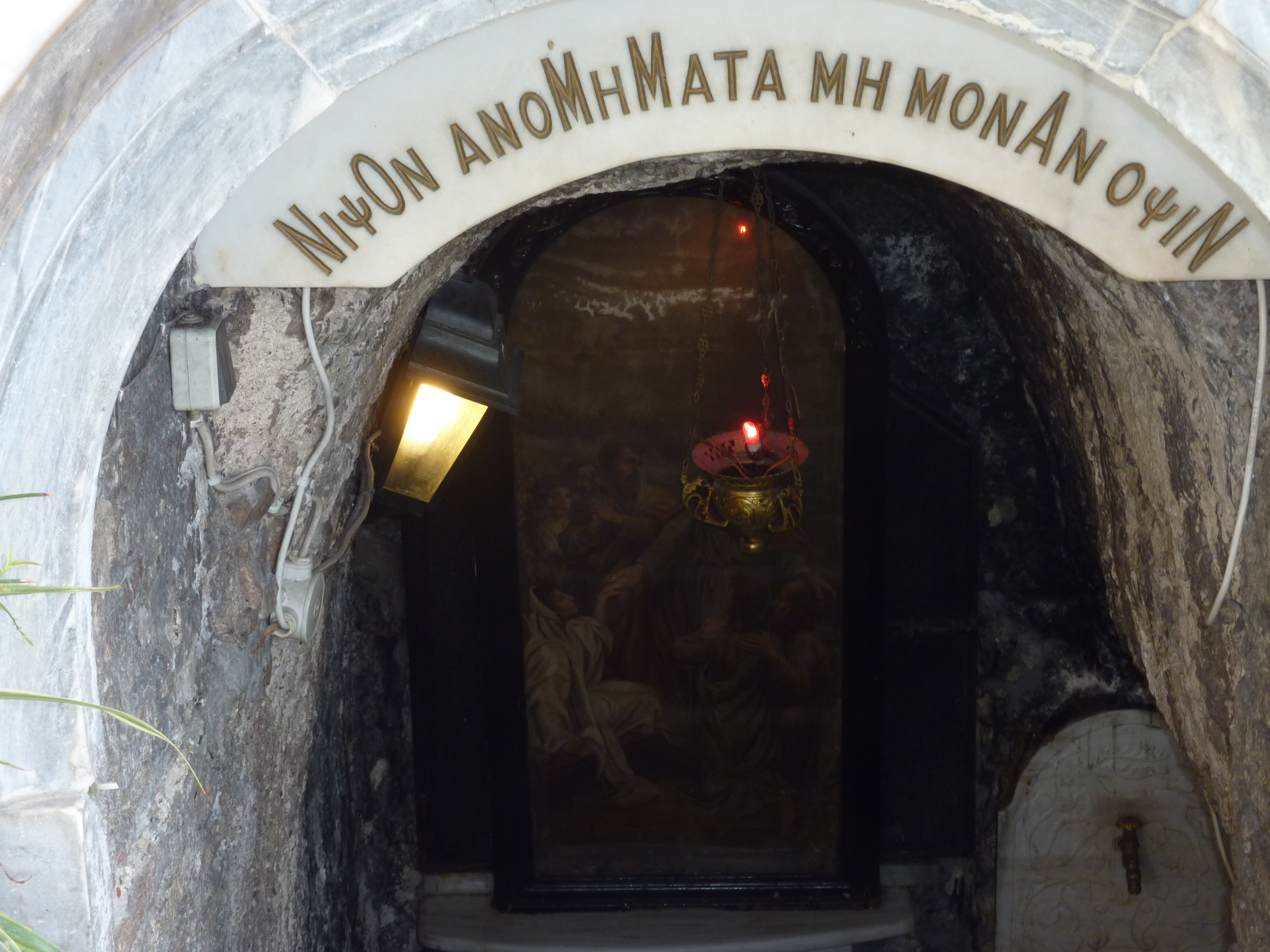
Altarbild